# 配置エントロピー
統計力学において、配置エントロピー（はいちエントロピー、英: Configuration entropy）は、系のエントロピーのうち、構成粒子の離散的な代表位置に関連する部分である。例えば、混合物、合金、またはガラス中で原子または分子が詰め込まれるやり方の数、分子の立体配座の数、あるいは磁石のスピン配置の数などを指すかもしれない。名称は、これが速度または運動量のエントロピーを除いた系の全ての可能な配置または粒子の位置と関連していることを示唆しているかもしれないが、そのような用例はほとんどない。

## 計算
配置が全て同じ重み（エネルギー）を有しているならば、配置エントロピーはボルツマンのエントロピー式によって与えられる。
{\displaystyle S=k_{B}\,\ln W}
上式において、kBはボルツマン定数、Wは可能な配置の数である。系が確率Pnで状態nをとることができるならば、系の配置エントロピーは以下の式によって与えられる。
{\displaystyle S=-k_{B}\,\sum _{n=1}^{W}P_{n}\ln P_{n}}
この式は、完全無秩序極限（全てのPn = 1/W）においてボルツマンの式となるが、逆の極限（1つの配置が確率1を持つ）ではエントロピーは消滅する。この定式化はギブズのエントロピー式と呼ばれ、シャノンの情報エントロピーのものと類似している。
数学の組合せ論分野、特に組合せと置換の数学は配置エントロピーの計算において非常に重要である。特に、この数学分野は、離散的な対象（この場合は原子または分子）を選んだり配置したりするやり方の数を計算するための定式化された手法を提供する。しかしながら、分子の位置は厳密には量子レベル以上では離散的ではないことに注意することが重要である。そのため、重水な組合せ的手法を可能とするために系を離散化する様々な近似法が使用されることがある。別の方法として、場合によっては、連続的な位置関数を直接扱うために積分法（通常は配置積分と呼ばれる）が使われることがある。